# Lorenz Christoph von Somnitz
Lorenz Christoph von Somnitz, Wawrzyniec Krzysztof von Somnitz (ur. 1612, zm. 1678) – kanclerz Zarządu Pomorza w latach 1655–1678.
Był synem sędziego grodzkiego i radcy na dworze Jadwigi brunszwickiej, rezydującej w Szczecinku. Dzięki wsparciu ojca uczył się najpierw w szkołach w Kołobrzegu i w Toruniu, a następnie na uniwersytecie w Królewcu i w Wittenberdze. Odbył podróż po krajach zachodniej Europy – był w Anglii, Francji, Niderlandach oraz w Danii. Przed 1642 krótko przebywał na dworze księżnej Jadwigi. Od roku 1642 do (zapewne) 1652 pełnił rolę radcy na dworze księżnej Anny i księcia Ernesta Bogusława von Croya. W 1652, dzięki wstawiennictwu Friedricha Rungego (wówczas kanclerza Zarządu Pomorza), mianowany został przez elektora brandenburskiego Fryderyka Wilhelma radcą i otrzymał urząd członka Zarządu Pomorza. W kolejnym roku (1653) Fryderyk Wilhelm awansował go do rangi tajnego radcy. Po śmierci Rungego w 1655 elektor mianował go na urząd kanclerza Zarządu Pomorza, a w dwa lata później (1657) został nadstarostą lęborsko-bytowskim. Od tego czasu (1656) należał do grona najbliższych współpracowników Fryderyka Wilhelma, zwłaszcza w obszarze kontaktów z Polską, którą uważał za wroga państwa brandenbursko-pruskiego. Żarliwie wspierał działalność kalwinów na obszarze państwa. W latach 50. i 60. XVIII w. główny przeciwnik polityczny księcia Ernesta Bogusława na Pomorzu.